# Zagubiony kogucik
Zagubiony kogucik (ros. Пропал Петя-петушок, Propał Pietia-pietuszok) – radziecki krótkometrażowy film animowany z 1986 roku w reżyserii Władimira Arbiekowa.

## Obsada (głosy)
- Jefim Kacyrow
- Aleksandr Sołowjow
- Marija Winogradowa
- Natalja Gurzo
- Lubow Sokołowa

## Wersja polska
- Wersja polska: Studio Opracowań Filmów w Warszawie
- Reżysera: Urszula Sierosławska
- Dźwięk: Alina Hojnacka
- Montaż: Dorota Bochenek
- Kierownictwo produkcji: Małgorzata Zielińska

Źródło:

## Literatura
- Титова Т., Пропал Петя-петушок, Яблоко, 2016. ISBN 978-5-94707-096-5[2]